# Правдинский (Минская область)
Пра́вдинский (бел. Праўдзінскі) — городской посёлок в Пуховичском районе Минской области Беларуси. Центральный узел Руденской узкоколейной железной дороги
Посёлок основан в 1966 году.
Численность населения — 2 123 человек (на 1 января 2025 года).

## История
В 2013 году территория упразднённого Правдинского поссовета включена в состав городского посёлка Правдинский.

## Население
Численность населения — 2 123 человек (на 1 января 2025 года).
| Численность населения: |
| График не отображается по техническим причинам. Чтобы исправить это, воспроизведите график в новом формате, если это возможно. |